# Fording Canadian Coal Trust
Fording Canadian Coal Trust  est une entreprise canadienne. Elle est cotée en bourse de Toronto jusqu'en 2008 sous le code FDG.

## Historique
En juillet 2008 Cominco rachèter  Fording Canadian Coal Trust 14,1 milliards de dollars américains, dans une opération en cash et en actions, qui en fait le deuxième exportateur mondial de charbon utilisé dans la production d'acier.
Le titre est retiré de la bourse de Toronto.